# Slovenska demokratska stranka
Slovinská demokratická strana (slovinsky Slovenska demokratska stranka; SDS) je slovinská pravicová liberálně konzervativní strana. Do roku 2003 nesla označení Sociálně demokratická strana Slovinska (Socialdemokratska stranka Slovenije; SDSS).

## Vývoj strany

### Počátky
SDS vznikla spojením dvou v zásadě odlišných politických subjektů – Sociálně demokratického svazu Slovinsku (Socialdemokratska zveza Slovenije) a Slovinského demokratického svazu, které byly členy koalice DEMOS, která zvítězila v prvních svobodných volbách po druhé světové válce.
Slovinský demokratický svaz vznikl v lednu 1989 a Sociálně demokratický svaz Slovinska v únoru téhož roku. Oba svazy vznikly jako opoziční hnutí k vládnoucímu Svazu komunistů Slovinska, který politický monopol držel od konce druhé světové války. Oba svazy od počátku podporovaly přechod k demokracii a politickému pluralismu, vytvoření právního státu a dodržování lidských práv a základních politických svobod, práv menšin a integraci Slovinska do euroatlantických struktur.
Prvním předsedou Sociálně demokratického svazu Slovinska se stal odborový předák France Tomšič, který v prosinci 1987 po vzoru polské Solidarity zorganizoval první velkou úspěšnou stávku ve Slovinsku. Tomšič odstoupil nedlouho po vzniku strany. Novým předsedou se stal v létě 1989 Jože Pučnik, bývalý disident, který v šedesátých letech emigroval do Německa. Pučnik ze Svazu vytvořil středovou nemarxistickou sociálnědemokratickou stranu, která spojovala myšlenku tržního hospodářství s podporou sociálního státu po vzoru Německa, Rakouska či Skandinávie.
Slovinský demokratický svaz (SDZ) byl širokou roztříštěnou koalicí různých liberálních, sociálně-liberálních a občansko-nacionalistických skupin. V roce 1992 se SDZ rozdělil. Sociálně-liberální křídlo založilo Demokratickou stranu, konzervativci pak Národní demokratickou stranu. Třetí skupina, nesdílející názory předchozích dvou, vstoupila do Pučnikovy sociální demokracie.
Ve volbách v roce 1992 byla SDSS poslední stranou, která se dostala do Státního shromáždění. Strana poté vstoupila do Drnovšekova kabinetu.

### Janšova SDSS
V květnu 1993 odstoupil předseda SDSS Pučnik. Novým předsedou byl s Pučnikovou podporou zvolen bývalý člen Slovinského demokratického svazu Janez Janša, který v době Desetidenní války zastával funkci ministra obrany. Pučnik se stal čestným předsedou SDSS. Janša byl ministrem Drnovšekovy vlády do března 1994, kdy byl nucen odstoupit kvůli zneužití svých pravomocí. Sesazení Janši vyvolalo vládní krizi, která vygradovala vystoupením SDSS z vládní koalice a nastavení jejího ostrého kurzu proti vládě a Liberální demokracii Slovinska. SDSS (SDS) pak zůstala v opozici příštích deset let s výjimkou krátkého období Bajukovy vlády. V roce 1995 se SDSS spojila s Národní demokratickou stranou, která vznikla po rozkolu Slovinského demokratického svazu.

### Vývoj po roce 2000
V roce 2000 SDSS požádala o členství v Evropské lidové straně a v roce 2003 změnila svůj název na Slovinskou demokratickou stranu. V novém programu přijatém ve stejném roce se strana definovala jako středová strana. V hospodářské politice přijala zcela liberální program, středovou politiku v podstatě zachovala i v sociálních otázkách. SDS znovu zopakovala bezpodmínečnou podporu integrace do euroatlantických struktur.
V roce 2004 SDS vyhrála volby a vytvořila koalici s křesťansko-demokratickým Novým Slovinskem, Slovinskou lidovou stranou a Demokratickou stranou důchodců Slovinska (DeSUS).
Kabinet SDS se pokusil realizovat fiskální reformy. Byla realizována reforma samosprávy a bylo zamýšleno vytvoření krajů. Vláda se pokusila omezit postavení zpravodajské služby, což opozice kritizovala jako snahu pošpinit předchozí vlády. Změny v důchodovém systému realizované s ohledem na koaliční DeSUS byly předmětem kritiky. SDS, její kabinet a předseda Janša byli obviňováni z pokusů zasahovat do nezávislosti tisku.
V roce 2008 sice SDS získala více hlasů než ve volbách v roce 2004, ale přesto ji to nestačilo k vítězství. SDS odešla do opozice a v prosinci 2008 sestavila vlastní stínovou vládu, jež zahrnuje i zástupce jiných konzervativních stran.
Ve volbách do Evropského parlamentu v roce 2009 strana zvítězila se ziskem 26,9%. Od května 2009 SDS vede ve volebních průzkumech a od prosince 2009 si udržuje od vládní Sociální demokracie konstantní náskok. Ačkoliv i volební průzkumy před předčasnými volbami v roce 2011 naznačovaly vítězství strany, nakonec zvítězila středolevá Pozitivna Slovenija lublaňského župana Zorana Jankoviće.
SDS je se svými dvaceti sedmi tisíci členy největší slovinskou politickou stranou.

## Zástupci strany

### Předsedové
- France Tomšič (1989–1990)
- Jože Pučnik (1990–1993)
- Janez Janša (od 1993)